# 三星車站
三星車站，是一座位於臺灣宜蘭縣三星鄉的鐵路車站，屬行政院農業委員會林務局已廢止鐵路路線羅東森林鐵道。車站原址現為三星鄉老人文康中心，周遭區域則被改造為三星公園。

## 歷史
大正期間，為了擬興築有效陸運系統。另外，台灣電氣株式會社於1922年希望在蘭陽溪建立蘭陽發電廠進行發電，因此台灣總督府在1921年（大正10年）決定將營林所出張所自宜蘭移轉至羅東，並將輸送木材方式改為鐵道輸運。因此興建了羅東森林鐵路作為承接來自太平山森林鐵路的重要設施。三星車站（舊稱叭哩沙）即為其中之一，該車站設於天送埤車站與二萬五站之間，是除竹林車站外，少數達到鄉鎮等級的車站。鄰近鄉村的居民經常搭乘火車到三星購買日常用品及雜貨，使得該地區一度相當熱鬧。
戰後時期，隨著公路的普及以及水災和風災對橋梁和路基的損壞，加之政策改變，林業逐漸沒落，森林鐵路於1979年停用。三星車站站體至今已不存，其設施及員工宿舍於1990年左右陸續拆除。之後，該地今改建為三星公園（洛克馬童話公園）及宜蘭縣三星鄉老人文康中心，僅保留部分鐵軌作為意象展示，原軌道則拓寬為宜44線。

## 年份
- 1903年（明治36年）：當時的宜蘭廳長西鄉菊次郎集資私設軌道，於九芎湖一帶開業。[4][5]
- 1914年（大正3年）：私設軌道脫落哩沙車站開幕。
- 1920年（大正9年）1月6日：借用台南糖廠路線（天送埤以東）的軌道開始運輸。
- 1921年（大正10年）：天送埤以西的軌道正式開通。[4][6]
- 1924年（大正13年）1月27日：延伸至竹林的軌道正式開通，羅東森林鐵路開通。
- 1926年（大正15年）5月18日：由於開始辦理客運業務，設立車站。
- 1979年8月1日 - 廢站。

## 外部連結
- YouTube上的宜蘭 羅東森林鐵路 三星車站 遺址
- 三星搖搖洛克馬的家的Facebook專頁